# Zizania wodna
Zizania wodna (Zizania aquatica) – gatunek rośliny z rodziny wiechlinowatych (Poaceae). Znany jest także pod zwyczajową nazwą „dziki ryż” lub „wodny owies”. Pochodzi z Ameryki Północnej. 

## Morfologia
Trawa jednoroczna o wysokości 1,5–2 m. Na szczycie źdźbła luźna wiecha o długości do 40 cm zawierająca jednokwiatowe kłoski. Owocem jest ziarniak o długości ok. 1,5 cm.

## Zastosowanie
Zbieractwem nasion zizanii tradycyjnie zajmowali się też rdzenni Amerykanie, stąd do dziś są one elementem kuchni amerykańskiej. Pierwotnie zizania rosła dziko na mokradłach, później uprawiana była w stawach rybnych. Obecnie uprawiana jest w USA, Australii i na Węgrzech. 
Zizania wytwarza nasiona o ciemnobrązowej barwie.